# Sophie Boissard
Pour les articles homonymes, voir Bombois et Boissard.
Sophie Boissard, née Sophie Antoinette Bombois, (11 juillet 1970 à Paris - ) est une directrice générale et haute fonctionnaire[réf. nécessaire] française. Elle dirige le groupe Korian depuis le 26 janvier 2016 et directrice générale du groupe Clariane depuis juin 2023.

## Biographie

### Origines et études
Sophie Boissard, née Bombois, a grandi à Mulhouse. Sa mère est allemande d'origine néerlandaise et son père breton.
Elle est élève à l’École normale supérieure de 1989 à 1993 et à l'École nationale d’administration (promotion Victor Schœlcher) de 1994 à 1996. Elle est titulaire d'une licence d'allemand, d’un DEA d'histoire contemporaine et du diplôme de l'Institut d'études politiques de Paris.

### Fonction publique
De 1996 à 2003, Sophie Boissard est auditrice puis maître des requêtes au Conseil d'État, rapporteure à la section du contentieux (1re sous-section), puis commissaire du gouvernement auprès de la section du contentieux (1re et 10e sous-sections), parallèlement membre puis président de la mission juridique du Conseil d’État, de 1999 à 2004, auprès du ministère du travail et des affaires sociales. Elle y rend ses conclusions en tant que commissaire du gouvernement sur l'affaire Papon (CE 12 avril 2002).
Commissaire du gouvernement, elle veut faire aboutir à la reconnaissance de la responsabilité de l'État dans le cadre de l'affaire Papon, en pointant les rôles de Vichy et de l'occupant allemand pendant la période concernée, ainsi que la continuité juridique entre Vichy et la République. De ce fait, elle entre en contradiction avec le sens de l'ordonnance du 9 août 1944, dont elle cite pourtant l'article 3, et la jurisprudence des arrêts Ganascia de 1946, Toprower de 1948, Dame Duez de 1950 et Demoiselle Remise de 1952.
De 2004 à 2005, elle occupe le poste de directrice adjointe, puis de directrice du cabinet de Gérard Larcher, Ministre délégué aux Relations du travail,.
De novembre 2005 à mars 2006, elle est directrice du Commissariat général du Plan. Elle travaille notamment sur la politique publique dans le secteur de la santé. Elle est également chargée de transformer le Commissariat général du Plan en le Centre d'analyse stratégique, un organisme qui doit regrouper les différents services gouvernementaux travaillant à la prospective, dont le Centre d'études prospectives et d'informations internationales,. De mars 2006 à juillet 2007, elle occupe le poste de directrice du Centre d'analyse stratégique (CAS), et est membre du Conseil national de l'information statistique (CNIS)[réf. souhaitée].
Le 20 décembre 2006, elle est nommée membre du Comité de l’énergie atomique, sur désignation par le Premier ministre.
De mai à juillet 2007, elle occupe brièvement le poste de conseillère chargée des études et de la prospective au sein du cabinet du Premier ministre François Fillon avant de devenir, de juillet 2007 à août 2008, directrice adjointe du cabinet de Christine Lagarde, ministre de l'Économie, des Finances et de l'Emploi,,, en tant que responsable des affaires liées à l'emploi, à la réforme du marché du travail et au développement industriel.
Elle est à l'origine du rapprochement entre l'ANPE et l'Unedic, qui devient effectif à partir de 2008,.

### Dirigeante d'entreprise
En septembre 2008, elle rejoint la Société nationale des chemins de fer français (SNCF) comme directrice de la stratégie ferroviaire et de la régulation. D'avril 2009 à 2012, elle est la directrice générale de la nouvelle branche SNCF Gares & Connexions, qu'elle met en place et développe, avec notamment les grands chantiers de rénovation de la gare Saint-Lazare à Paris.
Le 7 juin 2012, elle est nommée directrice générale déléguée, chargée de la stratégie et du développement du groupe SNCF, en remplacement de David Azéma, où elle est notamment responsable des grands chantiers de transformation, dans le cadre du rapprochement avec Réseau ferré de France, et de la diversification et du développement international. À la suite de l'adoption de la réforme ferroviaire en août 2014, elle est nommée directrice générale chargée de la préfiguration de la nouvelle branche SNCF Immobilier en octobre 2014. En novembre 2015, elle quitte SNCF immobilier.
Le 26 janvier 2016, elle devient directrice générale du groupe Korian. Elle perçoit en 2019 un salaire annuel brut de 1 million d'euros. Le 5 décembre 2019, son mandat est renouvelé par anticipation à compter du 1er janvier 2020 pour une durée de cinq ans,. Son salaire fixe est de 450 000 euros. Selon Korian, elle a touché 214 000 euros de rémunération fixe en 2020 et 278 000 euros de rémunération variable pour un total de 492 000 euros brut. Sa rémunération fixe a subi une baisse de 25 % pour tenir compte des efforts lors de la pandémie de Covid-19.
En mars 2022, France 2 diffuse un reportage de l'équipe de journalistes de Cash Investigation au sujet du groupe Korian, affirmant que le rendement du capital est prioritaire et qu'il se ferait au détriment du traitement des résidents. Sophie Boissard réfute ces accusations.

## Autres mandats
- 2011-[13]: Membre du conseil de surveillance d'Areva (devenu Orano)[38]
- 2017- : Membre du conseil de surveillance du Groupe Allianz SE Allemagne[39]
- 2018- : Membre du club Le Siècle et membre de son conseil d'administration[40],[41]

Elle est également une des dirigeantes de l’Institut du capitalisme responsable (ICR).

## Vie privée
Son mari est avocat, de leur union sont nés quatre enfants.